# Edmonton
Edmonton je grad u kanadskoj pokrajini Alberti, smješten na obali rijeke North Saskatchewan (Sjeverni Saskatchewan). 
Prem popisu iz 2006. u gradu živi 730 372 stanovnika, dok u širem urbanom području 1 034 945. Prostor grada je naseljen još 3000 pr. Kr., a možda čak i 12 000 pr. Kr.[nedostaje izvor] nakon završetka zadnjeg ledenog doba. Godine 1754. Anthony Henday bio je prvi europljan u području grada, kada je istraživo područje u svrhu uspostave mreže trgovine krznima. Godine 1795. osnovana je važna poštanska stanica i utvrda Fort Edmonton na sjevernoj obali rijeke. Ime je predložio John Peter Pruden po jednom dijelu Londona, u kojemu je rođen. Tijekom 19. stoljeća plodno tlo u okolici grada privuklo je brojne doseljenike, a naselje je bilo i usputna postaja brojnih putnika na sjever u vrijeme zlatne groznice. Emdoton je inkorporiran kao grad 1904.g. kada je imao oko 8 350 stanovnika, a godinu dana kasnije je postao i glavni grad pokrajine Alberte.
Edmonton Oilers je momčad hokeja na ledu iz grada, koja se natječe u NHL-u.